# Spumula caesalpiniae
Spumula caesalpiniae är en svampart som beskrevs av Boedijn 1960. Spumula caesalpiniae ingår i släktet Spumula och familjen Raveneliaceae.   Inga underarter finns listade i Catalogue of Life.